# Sundvolden GP
Le Sundvolden GP (Hadeland GP jusqu'en 2015) est une course cycliste norvégienne créée en 2013. Il fait partie de l'UCI Europe Tour en catégorie 1.2.
L'édition 2020 est annulée en raison de la pandémie de coronavirus,,. C'est également le cas de celle de 2021.

## Palmarès
| Année         | Vainqueur            | Deuxième                | Troisième            |
| Hadeland GP   |                      |                         |                      |
| ------------- | -------------------- | ----------------------- | -------------------- |
| 2013          | Fredrik Strand Galta | Jesper Hansen           | Stian Remme          |
| 2014          | Rasmus Guldhammer    | Lasse Bøchman           | Michael Olsson       |
| 2015          | Søren Kragh Andersen | Fredrik Strand Galta    | Vegard Stake Laengen |
| Sundvolden GP |                      |                         |                      |
| 2016          | Andreas Vangstad     | Carl Fredrik Hagen      | Åsmund Løvik Romstad |
| 2017          | Rasmus Guldhammer    | Carl Fredrik Hagen      | Audun Brekke Fløtten |
| 2018          | Alexander Kamp       | Carl Fredrik Hagen      | Andreas Vangstad     |
| 2019          | Trond Trondsen       | Sindre Lunke            | Brent Van Moer       |
| 2020-2021     | annulé               | annulé                  | annulé               |
| 2022          | Martin Tjøtta        | Embret Svestad-Bårdseng | Mathias Bregnhøj     |
| 2023          | Ådne Holter          | Mathias Bregnhøj        | Jack Rootkin-Gray    |
| 2024          | Idar Andersen        | Simon Dalby             | Tobias Svarre        |
| 2025          | Andreas Leknessund   | Johannes Kulset         | Niklas Larsen        |